# Eumel (filòsof)
Eumel (en llatí Eumelus, en grec antic Εὔμηλος) fou un filòsof peripatètic grec.
Va escriure l'obra titulada περί τῆς ἀρχαίας κωμῳδίας ("perí tes archaías komodías" Sobre les comèdies antigues). Podria ser el mateix personatge que menciona amb aquest mateix nom Diògenes Laerci, quan relata una història sobre la mort del filòsof Aristòtil.